# Kanton Saint-Philippe
Kanton Saint-Philippe (francouzsky Canton de Saint-Philippe) byl francouzský kanton v departementu Réunion v regionu Réunion. Tvořila ho pouze obec Saint-Philippe. Zrušen byl při reformě francouzských kantonů v roce 2014.